# Faja Lobi BV
Faja Lobi BV is een Nederlands voedingsbedrijf uit de Gelderse plaats Zevenaar. Het brengt producten uit onder de merknaam Faja Lobi. Het assortiment bestaat uit producten met invloeden uit de verschillende culturen die samen de Surinaamse keuken vorm hebben gegeven. De verpakkingen zijn te herkennen aan de uniforme kleurencombinatie van roze, oranje en geel. De merknaam Faja Lobi refereert aan de Pauwenkers (plaatselijk gekend als fayalobi) uit Suriname.

## Geschiedenis
De onderneming is in 1983 opgericht door Jay Laigsingh en zijn vrouw Sandhia Laigsingh. Er kwam een toko in Arnhem en daarna ook in Amsterdam.
Na de verkoop van de toko's begon Laigsingh in 1986 in Arnhem met het produceren van Surinaamse etenswaren. In 2005 werden productie, opslag en verdeling uitbesteed. Het bedrijf verkoopt haar producten via supermarkten en toko’s in Nederland, België, Suriname, Curaçao, Bonaire en Aruba. Het brengt Surinaamse familierecepten uit onder de noemer Sandhia’s Recepten. Er zijn veel volgers op de sociale media. De website van de onderneming werd sinds 2015 negenmaal achtereen beste website van het jaar in de categorie 'food en beverages', georganiseerd door de organisatie Emerce. Op woensdag 11 december 2024 is Faja Lobi voor de vijfde keer uitgeroepen tot Beste Product van het Jaar in de categorie ‘wereldkeuken’, met het product FAJA LOBI Sandhia's Roti 280 gr voor de tweede keer. De voorgaande jaren is de prijs voor Beste Product van het Jaar gewonnen in 2022, met het product FAJA LOBI Madam Jeanette Sambal 195 gr in de categorie 'smaakmakers'. In 2021 met het product FAJA LOBI Trassie Trafasie 50 gr in de categorie 'smaakmakers', en in 2017 met de FAJA LOBI Roti Masala Trafasie 360 ml in de categorie 'sauzen'.  

## Productgroepen
Productgroepen zijn roerbakmixen, marinades, siropen, smaakmakers, roti, kruidenpasta, soepen, sambal, chutney, bakmeel, essences, bakmixen. Het zijn geen kant-en-klare maaltijden, maar basisproducten.